# STOVIA
Die School tot Opleiding van Inlandsche Artsen („Schule zur Ausbildung von inländischen Ärzten“) oder STOVIA war eine Ärzteschule in Batavia (Jakarta), der heutigen Hauptstadt von Indonesien. Heute ist die medizinische Hochschule eine Fakultät der Universität Indonesien.

## Vorgeschichte

### Motivation
Die Geschichte der STOVIA fängt im Jahre 1847 an, nachdem im Jahr zuvor eine Typhus-Epidemie Java erschüttert hatte. Der damalige Leiter des medizinischen Dienstes, Willem Bosch, schrieb daraufhin einen Brief an den Generalgouverneur Jan Jacob Rochussen, worin er vorschlug, Inländer medizinisch auszubilden. Die niederländische Kolonialregierung organisierte daraufhin die ersten Kurse, um medizinische Hilfskräfte auszubilden. Mit dem Erlass Nr. 22 wurden am 2. Januar 1849 die ersten dreißig inländischen Bewerber im Lazarett von Weltevreden aufgenommen. Die Bewerber sollten eine kostenlose Einführung in der Heilkunde und Impfung erhalten.
Zwei Jahre später, am 14. Januar 1850, ließ die Kolonialregierung in Weltevreden Wohnungen für die Auszubildenden bauen; etwas später auch in Surabaya und Semarang.

### Anfang der Ausbildung
Im Januar 1851 war es dann soweit. Unter der Leitung von Pieter Bleeker wurde die Ausbildung in Weltevreden mit zwölf Bewerber gestartet und sollte zwei Jahre dauern. Die Lehrer waren Militärärzte. 1853 schlossen elf der zwölf Bewerber die Schule erfolgreich ab und per Regierungsbeschluss vom 5. Juni 1853, durften sie nun den Titel „Doktor Java“ führen.
Im Jahre 1864 wurde Aufgabenbereich der medizinischen Hilfskräfte erweitert und die Ausbildung auf drei Jahre ausgedehnt. 1867 kritisierte Joseph Alexander Fles die völlig unzureichende Ausbildung, die er als „Doktor Java-Dressur“ scharf verurteilte. Infolgedessen wurde die Ausbildung vorübergehend wieder auf Heilkunde und Impfung beschränkt, bis 1875 die Lehrgang in einer zweijährigen Berufsvorbereitung und einer fünfjährigen medizinischen Ausbildung erweitert. Der Unterricht wurde nun in niederländischer Sprache gehalten und die Anzahl der Lehrer vergrößert. 1881 wurde dann die Ausbildung wieder auf drei Jahre verkürzt.

## Die STOVIA
Mit der kontinuierlichen Verbesserung der Ausbildung und Verfeinerung des Lehrplans wurde die Doktor Java Schule 1889 zur „Ausbildungsschule für inländische Mediziner“ (School tot Opleiding van Inlandsche Geneeskundigen) geändert. 1890 wurde die Berufsvorbereitung sogar „vorübergehend“ auf zwei Jahre verkürzt.

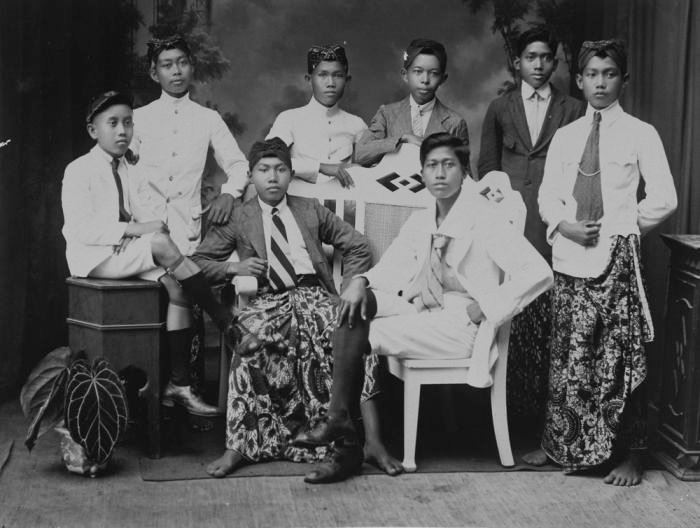
Schüler an der STOVIA (1920–1933)

### Von halben zu ganzen Ärzten
Im Jahre 1893 kam ein erneuter Wandel in der Ausbildungspolitik, die nicht auf Hilfskräfte ausrichten sollte, sondern selbstständige Ärzte hervorbringen sollte. 1896 wurde der 26-Jährige Hermanus Frederik Roll der neue Direktor der Schule. Seine Vorstellungen trugen maßgeblich zur Reorganisation und Professionalisierung der Schule bei und kritisierte scharf die herabwürdigende Haltung der Kolonialmacht gegenüber der inländischen Bevölkerung. Sein Kredo „Uit deze school moeten gaan heele, en geen halve artsen“ (aus dieser Schule müssen ganze, keine halbe Ärzte gehen) ermutigte seine Schüler zur Selbstständigkeit. Das Resultat dieser Reformen war 1898 die STOVIA, die anfänglich einen mehrjährigen Kurs in Krankenpflege und Impfung anbot. Die Ausbildungszeit wurde 1902 für die Berufsvorbereitung wieder auf drei, die medizinische Ausbildung sogar auf sechs Jahren verlängert.

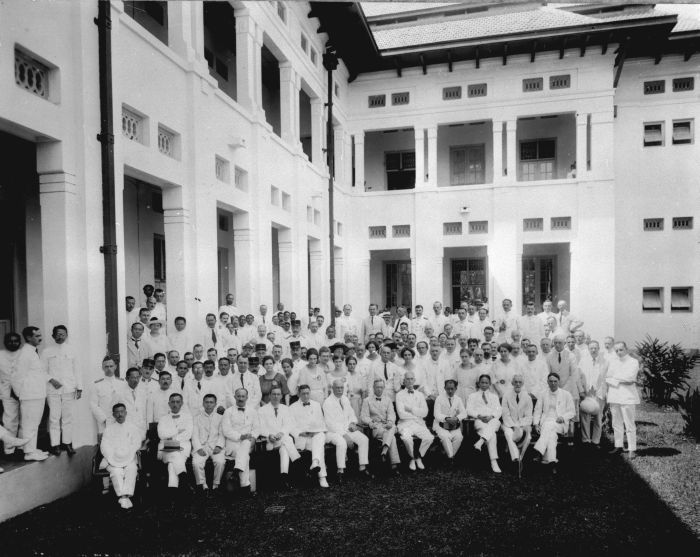
Gruppenporträt der STOVIA (1920–1933)

### Professionalisierung
Das Jahr 1913 brachte viele Veränderungen mit sich. Die STOVIA wurde erneut reorganisiert und breiter aufgestellt. Die Schule, die zuvor nur der einheimischen Bevölkerung vorbehalten war, wurde für jeden geöffnet, der die Aufnahmeprüfung bestand und die Ausbildungskosten aufbringen konnte. Auch Frauen wurden zur Schule zugelassen. Absolventen durften von nun an den Titel „Indischer Arzt“ führen.
In den 1920er Jahren hatte die Ausbildung ein Niveau erreicht, das den Absolventen einem STOVIA-Zeugnis ein weiterführendes Studium an niederländischen Universitäten eröffnete.
Am 9. August 1927 wurde die STOVIA als medizinische Fakultät anerkannt, wodurch die Schule im Folgenden eine vollwertige Arztausbildung anbieten konnte.

### Der Name
Mit den Reformen 1913 wurde der Titel der Schulabgänger von inländischer Arzt auf indischer Arzt geändert, wodurch der Name STOVIA zum Backronym für School tot Opleiding van Indische Artsen wurde. Er blieb offiziell bis zur Akademisierung im Jahre 1927 der Schule in Gebrauch, danach hieß die Schule schlicht Geneeskundige Hoogeschool (medizinische Hochschule). Während der japanischen Besatzungszeit wurde der Name in „医科大学“ (Ika Daigaku) geändert, das lediglich die japanische Übersetzung des Namens war. Nach dem Krieg erhielt die Schule dann den indonesischen Namen Perguruan Tinggi Kedokteran Republik Indonesia, die medizinische Hochschule der Republik Indonesien. Seit dem 2. Februar 1950 wurde die medizinische Hochschule eine Fakultät der Universität Indonesien.
Die STOVIA und ihren Vorläufer Doktor Djawa School wurden aber auch zu einem der Ausgangspunkte einer nationalen Bewegung, die letztlich zur Unabhängigkeit Indonesiens führte. So gründete Raden Soetomo, 1908–1911 Schüler an der STOVIA, mit einer Gruppe von Gleichgesinnten die erste nationale Bewegung Boedi Oetomo. Mit dem Namen STOVIA ist somit auch eine gewisse (indonesische) Souveränität mitgemeint.

## Museum
Im Gebäude der STOVIA befindet sich heute ein Museum. Am 27. September 1982 übergab die Stadt Jakarta das Gebäude der Zentralregierung. Das Gebäude wurde im Februar 1984 eröffnet. Es trägt den Namen „STOVIA Museum of the History of National Awakening“.